# Ophryastini
Ophryastini es una tribu de insectos coleópteros curculiónidos pertenecientes a la subfamilia Entiminae.  

## Géneros
- Deracanthus
- Ophryastes
- Ophryastites
- Sapotes